# Rivière Saint-Amand
Rivière Saint-Amand är ett vattendrag i Kanada.   Det ligger i provinsen Québec, i den sydöstra delen av landet, 300 km nordväst om huvudstaden Ottawa. Rivière Saint-Amand ligger vid sjöarna  Lac Aldor Lac Moran och Lac Saint-Amand.
I omgivningarna runt Rivière Saint-Amand växer i huvudsak blandskog. Trakten runt Rivière Saint-Amand är nära nog obefolkad, med mindre än två invånare per kvadratkilometer.